# Jerzy Buzek
Jerzy Karol Buzek (ˈjεʐɨ ˈkarɔl ˈbuzεk; Smilovitz, 3 luglio 1940) è un politico e ingegnere chimico polacco, esponente di Piattaforma Civica e del Partito Popolare Europeo.
È stato presidente del Consiglio dei ministri della Polonia dal 1997 al 2001 ed è membro del Parlamento europeo dal 13 giugno 2004. Dal 14 luglio 2009 al 17 gennaio 2012 è stato presidente del Parlamento europeo.

## Biografia

### Formazione e carriera accademica
Nel 1963 Buzek si laureò al Dipartimento di meccanica ed energia del Politecnico della Slesia a Gliwice, specializzandosi in ingegneria chimica. Nel 1969 conseguì il dottorato presso la stessa università e nel 1979 ottenne il dottorato di abilitazione.
Dal 1963 Buzek frequentò anche l'Istituto di Ingegneria Chimica dell'Accademia Polacca delle Scienze a Gliwice.
Dal 1972 al 1974 lavorò presso l'Istituto di ricerca sui fertilizzanti di Puławy, dal 1975 al 1985 al Politecnico della Silesia (1975-1985) e dal 1993 al Politecnico di Opole. È stato segretario scientifico dell'Istituto di ingegneria chimica dell'Accademia polacca delle scienze dal 1982 al 1997.
Dal 1992 al 1997 Buzek rappresentò la Polonia all'Agenzia Internazionale per l'Energia. Nel 1996 organizzò la creazione di una rete internazionale di 19 istituzioni operanti sulla protezione ambientale e sull'energia, di cui fu eletto presidente.
Dal 1997 Buzek è professore di scienza tecnica e direttore scientifico dell'istituto di ingegneria chimica dell'Accademia polacca delle scienze. Dopo aver perso le elezioni parlamentari del 2001, si ritirò quasi completamente dalla scena politica e tornò al lavoro scientifico, divenendo prorettore dell'Akademia Polonijna a Częstochowa e professore del Dipartimento di Meccanica del Politecnico di Opole.
Buzek è autore di circa 200 pubblicazioni e di tre brevetti nei campi della protezione ambientale, dell'energia e dell'ingegneria dei processi.

### Carriera politica
Jerzy Buzek proviene dalla famiglia Buzek, presente nella politica polacca a partire dalla fine della prima guerra mondiale.

#### Solidarność
Negli anni ottanta, Buzek fu un attivista del movimenti democratico anti-comunista Solidarność, di cui fu uno dei dirigenti. Fu un organizzatore attivo delle strutture nazionali e regionali del movimento, presidente della commissione aziendale del movimento e ne presiedette quattro congressi generali (1°, 4°, 5° e 6°).
Nel 1990 Buzek fu eletto presidente del Consiglio di programmazione per Gliwice.

#### Presidente del Consiglio dei ministri (1997-2001)
Buzek fu membro del gruppo di esperti della coalizione politica Azione Elettorale Solidarność (Akcja Wyborcza Solidarność, AWS) e coautore del suo programma economico. Alle elezioni parlamentari del 1997 Buzek fu eletto membro del Sejm e fu nominato presidente del Consiglio dei ministri della Polonia. Governò prima con una coalizione di governo AWS-UW, poi con un governo di minoranza di AWS.
Buzek fu il presidente del Consiglio dei ministri della Polonia dal 1997 al 2001. Sul piano politico interno, i principali risultati del suo governo furono la riforma dei governi locali e la nuova suddivisione amministrativa della Polonia, la riforma delle pensioni e quella del sistema sanitario. Sul piano politico esterno, il governo Buzek condusse la Polonia nella NATO e cominciò i negoziati con l'Unione europea in vista dell'adesione, promuovendo una serie di riforme.
Nel 1999 Buzek divenne presidente del Movimento Sociale AWS (Ruch Społeczny AWS). Nel 2001 fu eletto presidente della coalizione Azione Elettorale "Solidarietà di Destra" (Akcja Wyborcza Solidarność Prawicy, AWSP), che però fu sconfitta alle elezioni dello stesso anno e non riuscì ad ottenere seggi in Parlamento.

#### Membro del Parlamento europeo

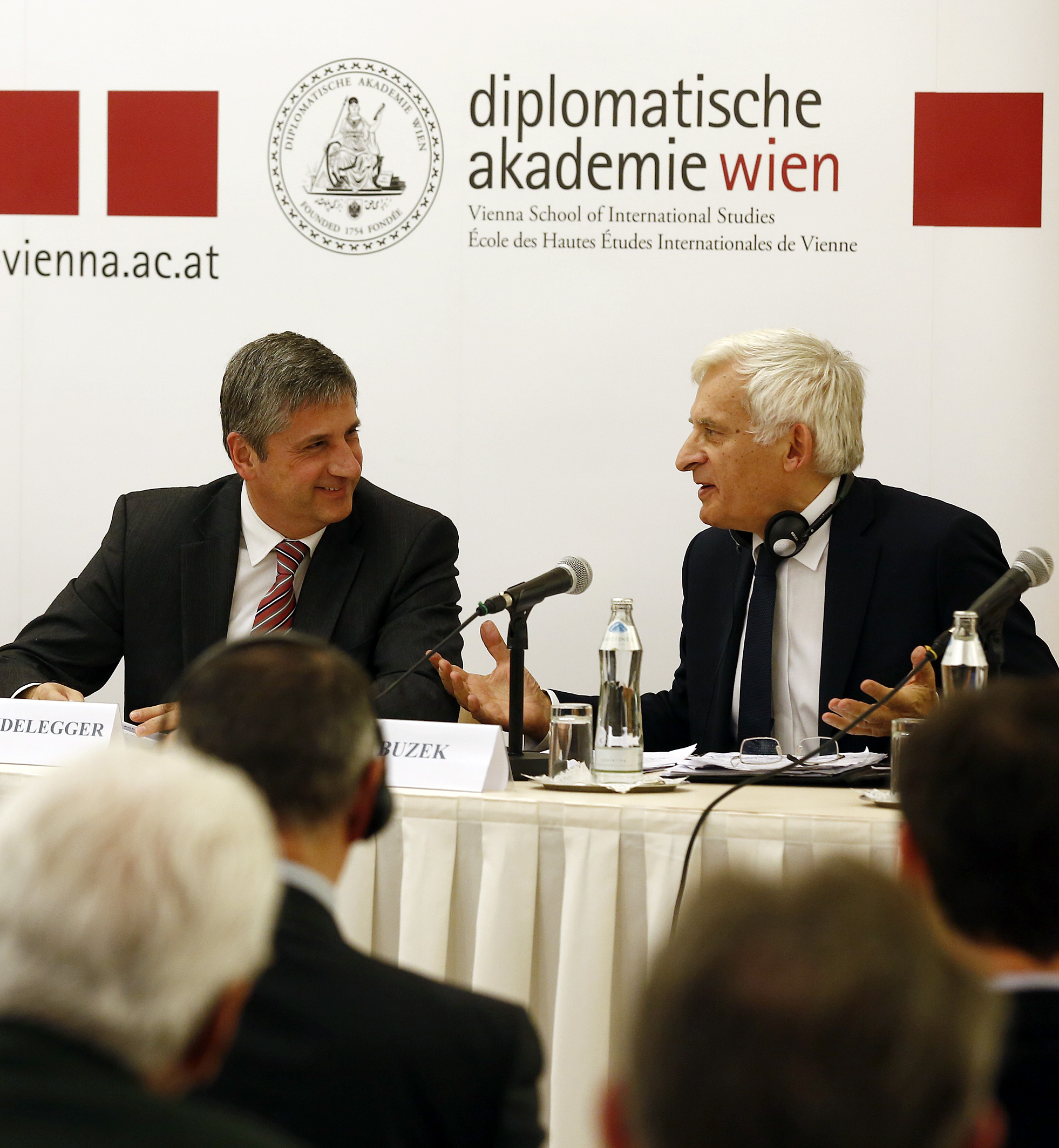
Nella discussione "Dove sta andando l'Europa?" Con Michael Spindelegger (2012)

Il 13 giugno 2004 Jerzy Buzek fu eletto membro del Parlamento europeo in rappresentanza della circoscrizione del Voivodato della Slesia. Grazie alla sua popolarità, ricevette il numero più elevato di voti in tutta la Polonia (173.389, il 22,14% dei voti totali della sua regione) senza stampare nemmeno un manifesto elettorale.
Buzek è stato membro della delegazione per la cooperazione parlamentare tra UE ed Ucraina, sostituto per la commissione parlamentare sull'ambiente, la salute pubblica e la sicurezza alimentare e sostituto per la delegazione per le relazioni con i paesi dell'America Centrale.

#### Presidente del Parlamento europeo

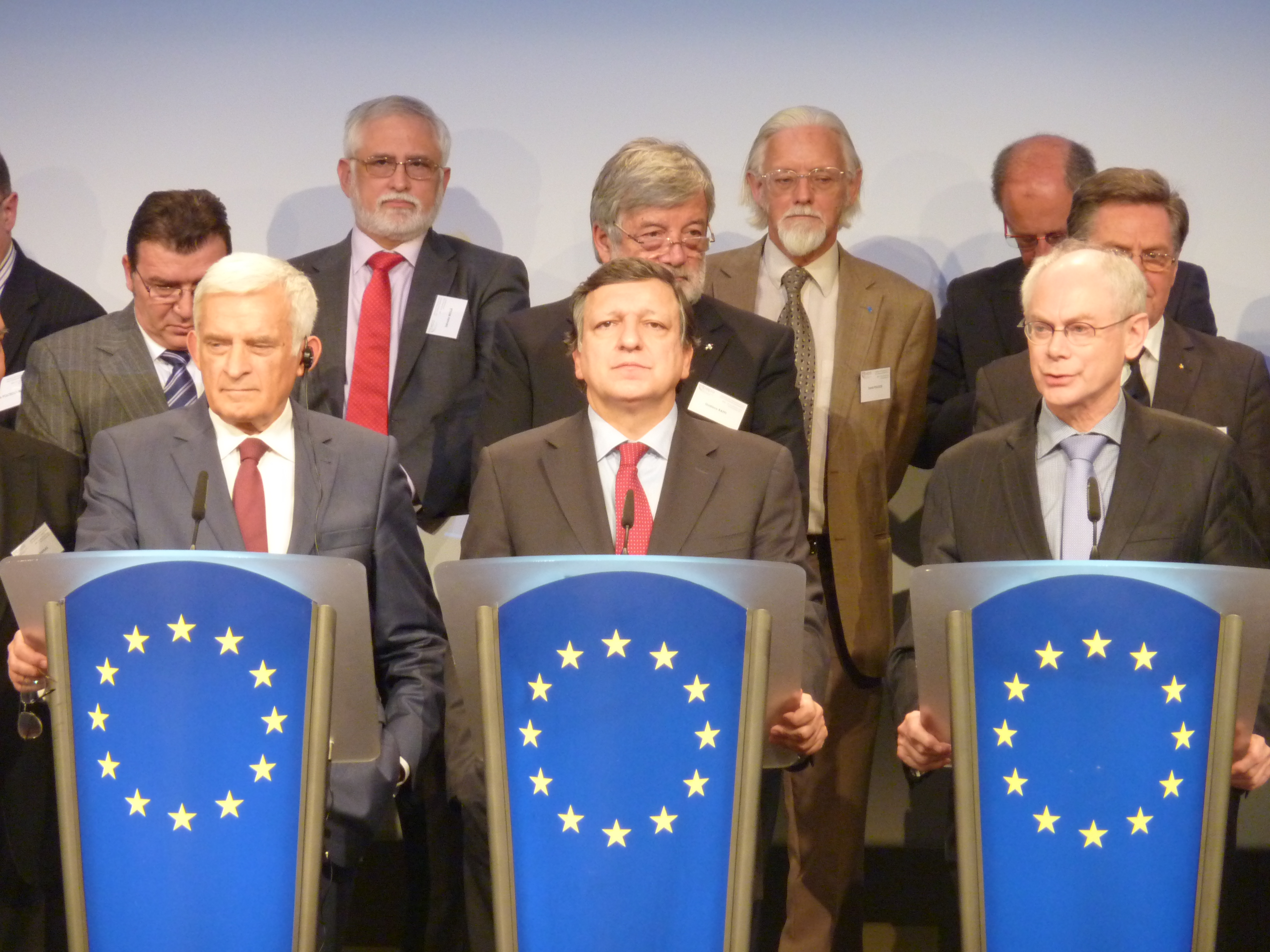
"I tre presidenti" (2011): Buzek (sinistra) con il presidente della Commissione europea José Manuel Barroso (centro) e il presidente del Consiglio europeo Herman Van Rompuy (destra)

Nel 2009 Buzek aderì al partito Piattaforma Civica (Partito Popolare Europeo), con cui venne rieletto alle elezioni europee del 2009. Alla prima riunione del nuovo Parlamento fu proposto dal PPE come presidente del Parlamento per la prima metà della legislatura. Il 14 luglio 2009 è stato eletto Presidente del Parlamento europeo al primo scrutinio con 555 voti su 713. Buzek è stato il primo presidente del Parlamento originario dell'Europa centro-orientale.
Verso la fine del suo mandato da Presidente, Buzek ha indicato come suoi maggiori successi il contributo dato all'approvazione del Trattato di Lisbona, l'affermazione del ruolo del Parlamento nei negoziati sul bilancio dell'UE, il lancio della Comunità energetica europea e dell'assemblea Euronest e l'approvazione di un nuovo codice di condotta per i parlamentari europei. Tra i suoi fallimenti ha indicato la mancanza di progressi nella democratizzazione della Bielorussia. Buzek è rimasto in carica fino al 17 gennaio 2012.

### Altre attività
Nel 1998 Buzek ha istituito con la moglie la Fondazione Famiglia, che offre aiuto ai bisognosi.

### Vita privata
Sposato con Ludgarda Buzek, è padre dell'attrice e modella Agata Buzek.

## Onorificenze
- Laurea honoris causa dall'Università di Dortmund
- Laurea honoris causa dall'Università di Seul
- Laurea honoris causa dall'Università "Süleyman Demirel" di Isparta
- Grzegorz Palka Award, 1998
- Europeo dell'Anno, European Union Business Chambers Forum
- Uomo dell'Anno, Wprost (settimanale politico polacco)